# Colonização do Piauí
A colonização do Piauí iniciou-se em meados do século XVII, quando portugueses, luso-brasileiros, pernambucanos, baianos, sertanistas e bandeirantes paulistas adentraram os "sertões de dentro do Piagohy" e alí estabeleceram os seus currais, num processo de formação de bandeiras, que ficou conhecido como interiorização do Brasil, processo  este que serviu para a ocupação do sertão Nordestino e da região Norte por meio da evolução territorial do Brasil, por meio da pecuária e extração de drogas do sertão.
Inicialmente, as terras do Piauí receberam a denominação de Piagüí, nome dado pelos seus habitantes pré-coloniais, ou seja pelos indígenas habitantes originários. Mais tarde, os colonos portugueses chamaram-nas Piagoí. Somente depois é que as terras ficaram conhecidas por Piauí e por fim nomeadas: Capitania de São José do Piauí, que mais tarde daria origem a antiga Província do Piauí. O topônimo "Piauí" vem da língua tupi, na qual significa "rio das piabas". Também existe a teoria que a palavra Piauí significa "terra dos piagas", ou seja, terra de pajés e povos indígenas.
A região do Piauí começou a ser povoada pelos colonizadores europeus e sobretudo pelos portugueses no século XVII. Desde antes da chegada dos colonizadores portugueses, o Piauí já era habitado por cerca de dezessete diferentes etnias indígenas, antes da colonização européia e principalmente o assentamento de portugueses no território que viria a ser o atual Estado do Piauí. Antes mesmo da vinda efetiva dos portugueses para o Brasil, estes indígenas já travavam relações com outros grupos indígenas. Dentre as etnias indígenas destacam-se os Acroás, Anapurus, Araiozes, Aranhis, Aruás, Cariris, Guanarés, Gueguês, Jaicozes, Pimenteiras, Potiguaras, Potis, Tabajaras, Tacarijus, Timbiras, Tremembés e Xerentes. A exploração territorial do Piauí aconteceu devido a presença de bandeirantes, como o paulista Domingos Jorge Velho e o português Domingos Afonso Mafrense, que tornaram-se proprietários de amplas terras no Piauí. Posteriormente, o Piauí tornaria-se uma Capitania em 1758, com a capital em Oeiras, embora a sociedade piauiense não tenha mudado muito com a elevação à condição de Capitania, o território piauiense ainda era dominado pelas fazendas de gado, e havia poucas vilas. Com a Independência e o Império do Brasil, o Piauí passou a ser governado por oligarquias rurais, que continuariam a governar até o início da República.
Em 1701, a Coroa Portuguesa proibiu a criação de gado a menos de 10 léguas do litoral do Brasil. Duas regiões podem ser consideradas de povoação no sertão: Olinda e Salvador. Olinda, de onde o gado rumava para o interior do Piauí e do Maranhão. A criação de gado atendia aos engenhos de açúcar. Salvador, na Bahia, ia em direção ao vale do rio São Francisco, que teve um importante mercado consumidor, devido à mineração.[carece de fontes]
A colonização e ocupação da área piauiense está relacionada com o Período de Domínio Holandês entre os anos de 1630 a 1654 no Recife, capital da Nova Holanda e retomada da Região Nordeste do Brasil para a posse da coroa portuguesa e posterior ao decreto de expulsão dos Judeus de Portugal. A colonização está diretamente relacionada de forma indissociável à política colonial portuguesa de expansão territorial, à instalação de currais no sertão em decorrência do crescimento da produção açucareira e pela importação e exportação de produtos pelo pequeno litoral piauiense através do porto da cidade histórica e litorânea de Parnaíba, principalmente o livre-comércio com a metrópole, Lisboa. Por determinação do Marquês de Pombal houve a instalação de núcleos coloniais na Capitania de São José do Piauí. O Marquês de Bombal percebeu que a única forma de manter uma colónia portuguesa nos Sertões de dentro do Piauí, era povoá-lo com Cristãos-novos, ou seja católicos sem suspeitas de antepassados judeus, súditos da coroa portuguesa, que eram tidos como indesejados em Portugal. Em Portugal, a distinção legal entre cristãos-novos e cristãos-velhos terminou por um decreto emitido pelo Marquês de Pombal em 1772. 
No século XVII, por determinação da Coroa portuguesa teve início o povoamento do território que viria a ser o atual estado do Piauí, por Cristãos-Novos, Judeus portugueses convertidos ao catolicismo e degredados que tinham sido condenados a ser exilados do Reino de Portugal (Ciganos, inclusive). Esses colonos oriundos de Portugal e dos Açores se estabeleceram no Piauí, mediante a distribuição de terras, assim longe da Europa esses grupos ficariam livres da discriminação em meio aos chamados Cristãos-Velhos e das perseguições religiosas promovidas pelo Santo Ofício. Apesar de o Piauí ter sido uma colônia do reino que os afugentara, era considerado como um local de refúgio e recomeço, por não possuir Tribunal da Inquisição nem uma estrutura Eclesiástica que fosse firme, o que lhes permitia viver menos apreensivos. Ao se estabelecerem na então colônia em plena Caatinga piauiense optavam por não retomar o Judaísmo, preferiam ocultar totalmente suas origens, crescendo seus filhos e gerações seguintes na fé católica e sem ter conhecimento sobre suas legítimas raízes e a antiga crença de seus antepassados. Ainda no século XVII, nobres portugueses empobrecidos, padres jesuítas e escravos negros se estabeleceram no Piauí, a primeira pecuária em grande escala também chegou com esses colonos. A criação de gado foi, portanto, a primeira atividade do estado e, durante muito tempo, a única atividade econômica. 
Em 1811, o príncipe regente Dom João, cinco anos antes de ser coroado rei de Portugal, elevou o Piauí à categoria de capitania independente. No período colonial piauiense os habitantes não-indígenas eram designados por colonos brancos, comunidade branca ou população de origem europeia, principalmente de origem portuguesa.
O governo administrativo do Piauí, tentou implantar um núcleo italiano no semiárido piauiense, oferecendo ao governo da Itália a possibilidade de fazer investimentos econômicos no estado. Assim, em 1895, chegaram 40 famílias italianas em Picos, mas a tentativa não deu certo, pois 28 famílias se negaram a se instalar nos lotes e as outras 12 foram repatriadas de volta a Itália em 1898. Ainda no período colonial, foram numerosos os sacerdotes italianos enviados ao Piauí, para trabalhar no processo de evangelização dos povos indígenas. Dois jesuítas italianos, Andreoni e Benci, se destacaram por haver escrito livros sobre o Brasil Colônia, no século XVIII. Os italianos na região de Picos, localizada a 314 km de Teresina, onde muitos piauienses mantém vivos os traços trazidos pelos italianos que escolheram aquela região do país para recomeçar a vida. Segundo o professor de história, o picoense e descendente de italianos Graziani Gerbasi, os primeiros imigrantes que chegaram ao sul do estado do Piauí no século XIX estavam fugindo da crise geopolítica que a Itália enfrentava à época da unificação Italiana. Imigraram para o Piauí e para as regiões Norte e Nordeste porque eram muito pobres e estavam passando fome, era uma verdadeira situação de escassez econômica na Itália. A chegada das famílias italianas elegeu novos padrões de vida para os moradores de Picos e regiões adjacentes. As casas da cidade tiveram uma elevação na estrutura, pois eram consideradas baixas para a estatura dos italianos.
A população branca piauiense, é quase exclusivamente composta de descendentes de colonos portugueses, imigrantes pós-coloniais oriundos de Portugal e algumas famílias descendentes de imigrantes italianos, principalmente no sul e sudeste do Piauí, como é o caso da cidade de Picos. Dada a pequena imigração de outros europeus para a região, pode-se destacar a região de Santa Rosa do Piauí, Tanque do Piauí e Cajazeiras do Piauí que foi colonizada por alemães e se desenvolveu através do Projeto ANDA "Associação Nordestina de Desenvolvimento Agrário", trazido a região pelo Bispo alemão da Diocese de Oeiras, Dom Edilberto Dinkelborg. Santa Rosa faz parte do polo histórico do Piauí, por ter sido desmembrada da cidade de Oeiras, principal berço da colonização europeia do estado. Chegou a ser reconhecida em 1960 como grande exportadora de grãos de milho e rapadura para a Europa.
Os colonizadores do Piauí tinham que absorver a cultura nativa para sobreviver, então tinham que dormir de rede, comer beiju, comer macaxeira, comer animal, comer caça, comer pesca, tomar banho de rio. Então esses hábitos continuaram na sociedade piauiense mesmo com a população indígena sendo dizimada. A cultura foi preservada através de hábitos dos próprios colonizadores, os indígenas contribuíram com uma herança cultural de hábitos e costumes alimentares, miscigenação racial, além de contribuições para o léxico, como o nome de cidades para o estado. No Piauí existem várias cidades com nomes indígenas, como: Gilbués, Aroazes, Pajeú, Piripiri, Jaicós entre outros. Os hábitos portugueses que os piauienses exercem, se fazem presentes em muitos campos, como na economia e na administração, na culinária e nas comemorações das festas juninas, introduzidas no estado sob influência dos colonos portugueses.
O Piauí tem uma forte religiosidade católica, que é algo que é herdado dos portugueses, e como exemplo bem claro pode-se citar a Igreja Matriz de Nossa Senhora da Vitória em Oeiras. Ela é uma aparição mariana, que é algo trazido de Portugal e que é muito forte no Piauí. A veneração a Nossa Senhora da Vitória, remonta ao período colonial, pois é uma santa muito venerada em Portugal, a devoção foi introduzida pelo Rei Dom João I de Portugal, para comemorar a vitória na Batalha de Aljubarrota na qual lhe sagrou Rei de Portugal, prontamente foi proclamada padroeira dos piauienses e no ano de 1997, foi consagrada pelo Papa João Paulo II, como oficialmente padroeira dos piauienses. Foi a partir do cruzeiro da igreja que a cidade se adensou, casarões foram construídos, o comércio se instalou. Obedecendo as pretensões patrimoniais da coroa portuguesa, se criou nas plebes pecuaristas, um marco no povoamento do sertão a dentro e na formação étnica do povo piauiense.
A influência de Portugal na formação do estado brasileiro do Piauí moldou a cultura e a sociedade piauiense. A colonização portuguesa teve um impacto significativo no Piauí. A presença dos colonizadores portugueses trouxe mudanças culturais, sociais e econômicas para a região. A introdução da língua portuguesa, da religião católica e de diversos aspectos da cultura europeia moldaram a identidade piauiense ao longo dos séculos. O legado da colonização portuguesa no Piauí é evidente nas tradições, na Arquitetura colonial portuguesa, presente nos casarões antigos dos polos históricos do estado, que podem ser facilmente encontradas na antiga capital Oeiras, em Parnaíba, Campo Maior (Piauí), Batalha (Piauí), Castelo do Piauí, Picos, Santo Antônio de Lisboa (Piauí) e por todo o estado. As práticas religiosas ainda presentes no estado. Os colonizadores deixaram marcas profundas na cultura local, e essas influências podem ser observadas em festas populares, nas igrejas coloniais e nas manifestações artísticas piauienses. Portugal foi o país responsável pela colonização do Piauí, deixando um legado duradouro na cultura e na sociedade piauiense. A história dessa colonização é fascinante e merece ser explorada.